# Žoldnéřská válka
Žoldnéřská válka byl ozbrojený konflikt vyvolaný povstáním po první punské válce (264–241 př. n. l.) na území ovládané Kartágem, tj. v Severní Africe (dnešním Tunisku), k dalšímu povstání došlo na Sardinii. Válka je nazývána žoldnéřskou, neboť byla vyvolána velkým povstáním žoldnéřů původně sloužících v první punské válce. Kartaginská armáda byla z velké části tvořena právě oddíly žoldnéřů z ciziny a ještě početnějšími pomocnými sbory afrických spojenců. Žoldnéřské armádě o síle dvaceti tisíc mužů se od vyčerpaného Kartága nedostávalo po prohrané válce žoldu a vzbouřila se. K povstání se také připojilo sedmdesát tisíc spojenců spřízněných severoafrických měst. Vzbouřenci se obrátili na pomoc k Římu, který byl nepřítelem Kartága v první válce, ale římský senát odmítl se na povstání proti svému rivalovi jakkoli podílet, snad kvůli

Pohyby vojsk, povstalci (červená), Hanno (fialová) a Hamilkar (černá)

Povstání žoldnéřů bylo vedeno Římanem Spendiem, který byl před povstáním otrokem, Libyjcem jménem Matho a Galem Autaritem, který býval velitelem galských žoldnéřů.

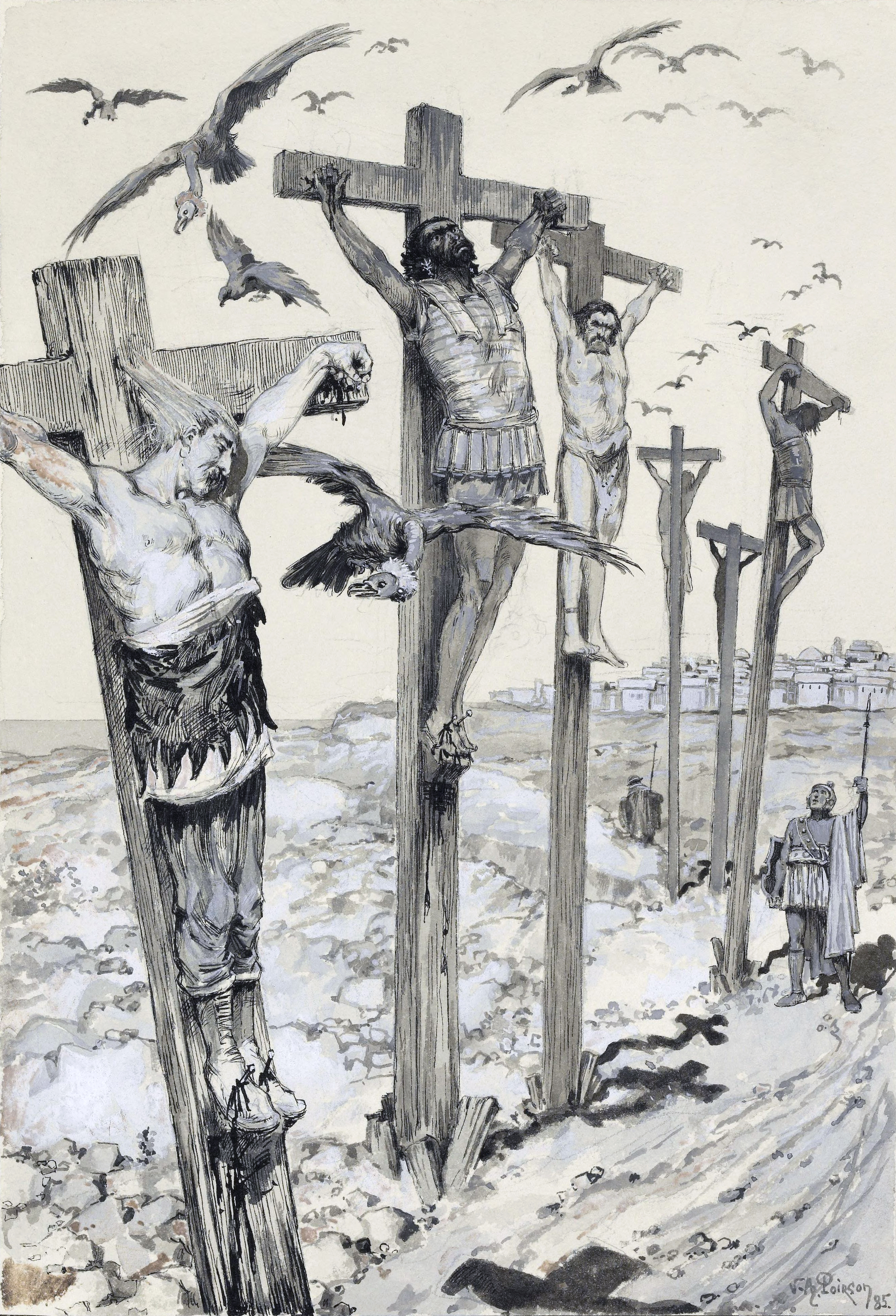
Ukřižovaný Spendius se svými veliteli v podání francouzského ilustrátora V. A. Poirsona

Kartágu se pod vedením Hannona II. Velikého a Hamilkara Barkase nakonec podařilo povstání na africké půdě potlačit a vůdce popravit. Na Sardinii se žoldnéři rovněž vzbouřili, pobili všechny své kartaginské velitele a zmocnili se ostrova. Řím využil situace a oba ostrovy dosud Kartágu náležející, Sardinii i Korsiku, anektoval. Kartágo sice začalo chystat válečnou výpravu k znovudobytí ostrovů, ale reakcí Říma na to bylo, že by to znamenalo vyvolání otevřeného konfliktu. Kartágo od plánu znovudobytí upustilo a přišlo tak o všechny tři velké středozemní ostrovy, které ovládalo před první punskou válkou a znamenaly pro něj strategicky cenné opěrné body ve Středozemí. Později tak obrátilo svou pozornost na Iberský poloostrov.